# Ceutorhynchus plumbeus
Ceutorhynchus plumbeus är en skalbaggsart som beskrevs av Brisout de Barneville 1869. Ceutorhynchus plumbeus ingår i släktet Ceutorhynchus, och familjen vivlar. Arten har ej påträffats i Sverige.